# 巴列塔-安德里亞-特拉尼省
巴列塔-安德里亞-特拉尼省（義大利語：Provincia di Barletta-Andria-Trani）是意大利普利亚大区一個在2009年成立的省，由巴里省和福賈省划出部份土地组成。面積1,539平方公里。2005年人口384,293人。行政中心的功能將由巴列塔、安德里亞和特拉尼三個城市分擔。
下分10市鎮。